# Claus Schreiner
Claus Schreiner (* 1943 in Fürstenwalde/Spree) ist ein deutscher Musikproduzent und -publizist. Er ist Inhaber des Verlages und Labels Tropical Music.

## Leben und Wirken
Schreiner wuchs zunächst in Westberlin auf, wo er als Gymnasiast die Schülerzeitung des Goethe-Gymnasiums Wilmersdorf leitete. Ab 1962 lebte er in Marburg, wo er das Abitur auf dem Philippinum absolvierte und die dortige Schülerzeitung begründete. Daneben spielte er als Schlagzeuger in Jazzbands. 1964 organisierte er das Festival symposion in jazz mit Hessischen Schülerjazzbands (das später Bestandteil des Hessentags war). Im gleichen Jahr begann er ein Soziologiestudium an der Universität Marburg. Daneben traten rasch journalistische Tätigkeiten für die Frankfurter Allgemeine Zeitung, den Hessischen Rundfunk (bis 2002 die Sendung Musik zwischen Kuba und Feuerland), das ZDF und den WDR (Musica Popular Brasileira und Musica Latina).
Nach einer Begegnung mit Fritz Rau 1965 war er zudem als Referent für Schule und Jazz der Deutschen Jazz Föderation und als Tourneeleiter für die Agentur Lippmann + Rau tätig. 1967 repräsentierte er Westdeutschland bei der Gründungsversammlung der European Jazz Federation in Warschau. Seit dem gleichen Jahr war er selbständig als Konzertveranstalter tätig. Er betreute Musiker wie Albert Mangelsdorff, Manfred Schoof, Volker Kriegel, Emil Mangelsdorff und Klaus Doldinger, legte bald aber auch einen Schwerpunkt auf brasilianische Musik. Seit 1970 veranstaltete er Tourneen von Baden-Powell, Gilberto Gil, Egberto Gismonti und Milton Nascimento.
Hinzu kamen seit 1972 Plattenproduktionen (zunächst mit dem Dave Pike Set und Musikern aus Salvador da Bahia und vor allem mit Sebastião Tapajós). Der 1976 gegründete Verlag Tropical Music wurde bald auch um ein Plattenlabel erweitert, auf dem er über 180 Tonträger in Lizenz (anfangs vorwiegend aus Lateinamerika, aber zunehmend auch aus anderen Regionen der Welt) für den europäischen Markt zugänglich machte. Hervorzuheben ist etwa die kapverdische Sängerin Cesária Évora, die durch Tropical Music auf dem deutschen Markt sehr bekannt wurde.
1973 wurde auf Initiative Schreiners, der zu dieser Zeit bei der Marburger Kreisjazzwerkerschaft spielte, die Union Deutscher Jazzmusiker (später: Deutsche Jazzunion) gegründet, deren Geschäftsführer er bis 1979 war. 2023 wurde ihm dafür die Ehrennadel der Deutschen Jazzunion verliehen. 2010 wurde er als Publizist für seinen Festival-Rückblick Legends of  mit dem ECHO Jazz geehrt.

## Schriften
- Jazz Aktuell. Mainz 1968.
- Música Popular Brasileira. Darmstadt 1977 (mehrere Auflagen, japanische und US-amerikanische Lizenzausgaben).
- Música Latina: Musikfolklore zwischen Kuba und Feuerland. Frankfurt am Main 1982, ISBN 3-596-22973-1.
- Flamenco Gitano-andaluz. [Herausgeber; mit Christof Jung u. a.] Frankfurt am Main 1985 (Nachdruck 1986 1988² 1990³.), ISBN 3-596-22994-4 (US-Lizenzausgabe: Flamenco. Gypsy Dance and Music from Andalusia. Pompton Plains NJ 1990 ISBN 1-57467-013-1; Taschenbuchausgabe 1996; Nachdruck 1998, 1999², 2000³).
- Samba do Caju Die Geschichte einer brasilianischen Musikerfamilie in Rio de Janeiro, von 1840 bis zur Gegenwart. Hörbuch (3-CD). 2007, ISBN 978-3-924777-03-6.
- Marburg: Abbruch und Wandel. Marburg 2007, ISBN 978-3-89445-393-0.
- Legends of: The Famous Lippmann + Rau Festivals 1965-69. 3 DVDs mit Büchern. 2005–2008.
- Schöner Fremder Klang. Wie exotische Musik nach Deutschland kam J.B.Metzler 2022[1]
  - Band 1: Ragtime, Tango, Rumba & Co. (1855–1945) ISBN 978-3-476-05694-8, E-Book: ISBN 978-3-476-05694-8.
  - Band 2: Samba, Mambo, Bossa & Co. (1945–1975) ISBN 978-3-476-05695-5, E-Book: ISBN 978-3-476-05697-9.
  - Band 3: Afrobeat, Salsa, Reggae & Co. (1975–2000) ISBN 978-3-476-05698-6, E-Book: ISBN 978-3-476-05699-3.